# Маргарита Данська (1895—1992)
Маргарита Франсуаза Луїза Марія Єлена Данська (дан. Margrethe Françoise Louise Marie Helene af Danmark),  17 вересня 1895 — 18 вересня 1992) — принцеса Данії та Ісландії з династії Глюксбургів, донька данського принца Вальдемара та французької принцеси Марії Орлеанської, дружина принца Парми Рене.

## Біографія
Маргарита народилась 17 вересня 1895 року у палаці Бернсторф в Данії під час правління свого діда Крістіана IX. Вона була п'ятою дитиною та найменшою донькою в родині данського принца Вальдемара та його дружини Марії Орлеанської. Мала старших братів Оге, Акселя, Еріка та Вігго. 
Мешкала родина у палаці Бернсторф та Жовтому палаці Копенгагена.
Всі діти отримали вільне та неформальне виховання. Між іншими членами королівської родини вони називалися «непослухами з Жовтого палацу». Матір померла, коли дівчині було 14. Батько більше не одружувався.

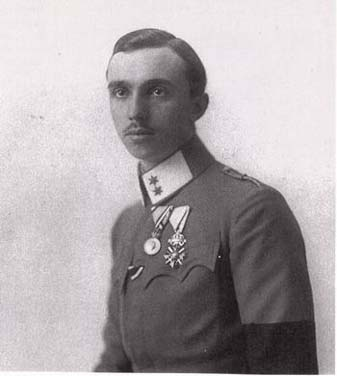
Світлина принца Рене близько 1916 року

У віці 25 років Маргарита взяла шлюб із 26-річним принцом Рене Пармським, сином останнього герцога Парми Роберто I. Наречений був натуралізованим французом і працював на виробника пропанового газу. Союз був укладений невдовзі після першої зустрічі пари. Весілля відбулося 9 червня 1921 в церкві Святого Серця Ісуса в Копенгагені. За кілька тижнів до народження первістка, подружжя вирушило до Парижу, аби він народився на французькій землі. Всього у них було четверо дітей.
Хоча батько принца Рене був дуже багатим, особисті статки чоловіка були невеликими, втім дозволяли вести комфортне життя. Родина оселилася на великій віллі в Сен-Морісі поблизу Парижа. Більшу частину року проводили у Франції, навідуючи принца Вальдемара у палаці Бернсторф протягом двох літніх місяців. Добробут сім'ї погіршав під час фінансової кризи 1920-х—1930-х років. 
Після початку Другої світової війни сімейство переїхало до Іспанії. У 1940 або 1941  році вони емігрували через Португалію до Сполучених Штатів. Жили бідно, в Нью-Йорку Маргариті довелося працювати експертом у магазині капелюхів. У 1945 році повернулися до Данії через Лондон. Оселилися в Копенгагені, де Рене очолив сільськогосподарську експортну компанію «Danegoods». Пізніше перебралися до Бредрехою у комуні Гентофте, де мешкали в історичному домі 1878 року будівництва. Нова домівка була розташована у парку Бернсторф, поблизу замку, який після смерті Вальдемара у 1939 році перейшов у відання міністерства. 
Рене помер у липні 1962 року. За два роки у автомобільній аварії загинув їхній старший син. Маргарита продовжувала залишатися дуже активною і в похилому віці та відвідувала
своїх 16 онуків у Данії, Швейцарії та Франції. Багато часу проводила за кордоном, особливо в своєму будинку у Вільфранше на Рів'єрі. Пішла з життя наступного дня після 97-го дня народження. Похована у каплиці принцеси Марії в соборі Роскілле поруч з батьками.

## Родина
Чоловік — Рене Бурбон-Пармський
Діти:
- Жак (1922—1964) — був одружений із графинею Біргиттою Александрою Марєю Гольштейн-Ледреборг, мав трьох дітей;
- Анна (1923—2016) — дружина короля Румунії Міхая I, мала п'ятьох доньок;
- Мішель (1926—2018) — був двічі одруженим, мав шестеро дітей, з яких живими залишаються четверо;
- Андре (1928—2011) — був одружений із Марією Гекрі, мав трьох дітей.